# Tweevlekoogbladroller
De tweevlekoogbladroller (Epinotia trigonella) is een vlinder uit de familie bladrollers (Tortricidae). De wetenschappelijke naam is gepubliceerd in 1758 door Linnaeus in de tiende editie van Systema naturae.
De soort komt voor in Europa.